# Zange (Heraldik)

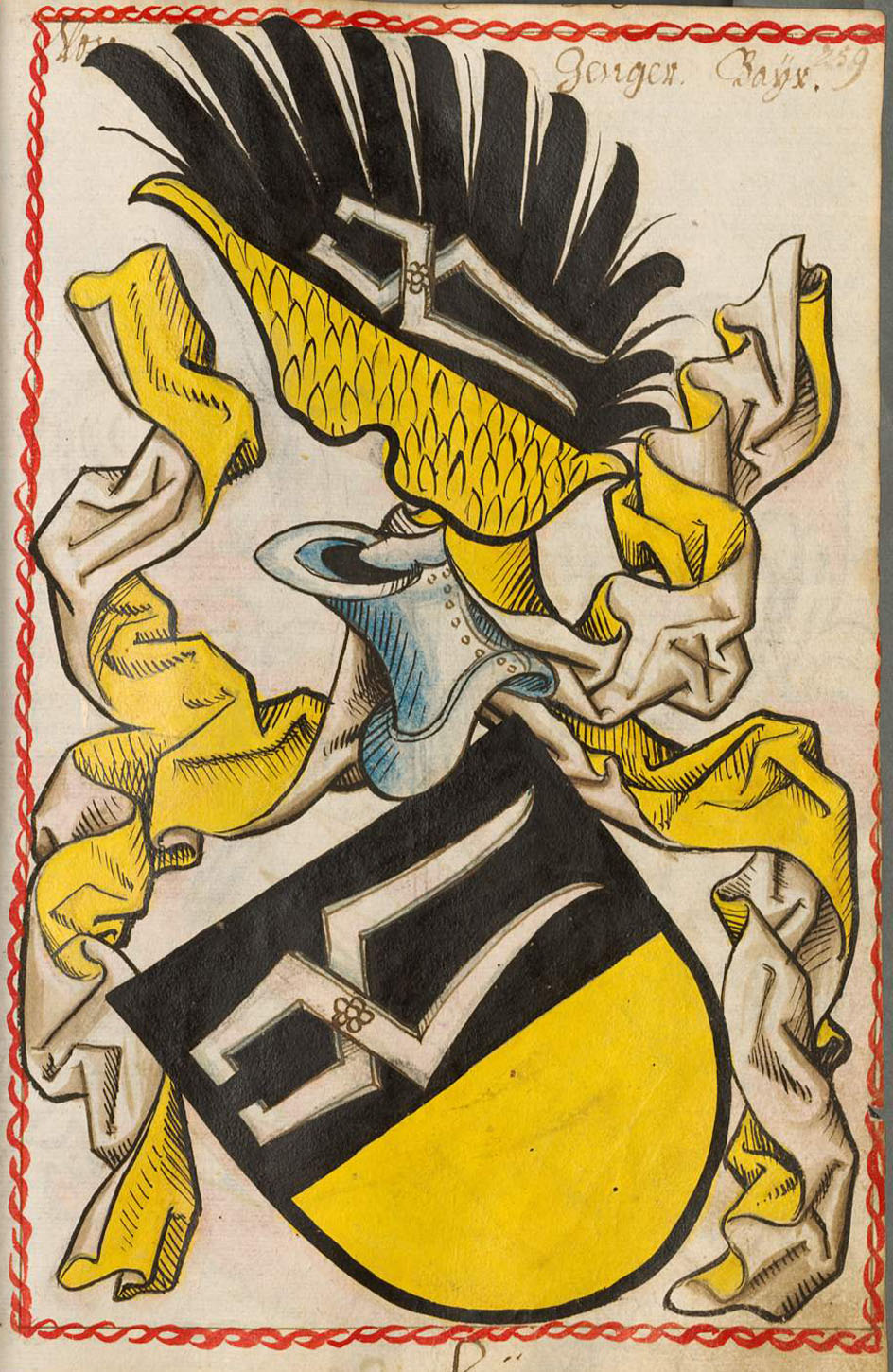
Zenger (Adelsgeschlecht)

Die Zange ist in der Heraldik eine gemeine Figur und wird im Wappen sehr verschieden dargestellt. Die Vielzahl der Zangen, wie sie das Handwerk hervorgebracht hat, wird auf Flachzange oder Kneifzange (Rundmaul) reduziert und beschränkt sich auf die Lage und Tinktur im Wappenschild oder Wappenfeld. Eine gute Wappenbeschreibung erwähnt noch das geöffnete Zangenmaul, weil ein geschlossenes Maul als vereinbarter Standard angenommen wird. Gleiches gilt für die senkrechte Stellung im Schild mit dem Zangenmaul zum Schildhaupt gerichtet. Die Darstellung der Wappenfigur erfolgt oft in Kombination mit anderen Figuren. Alle heraldischen Farben sind möglich.
Die Zange eignet sich auch für redende Wappen. Beispiel ist das Geschlecht der Zenger, die im Oberwappen eine Wiederholung der Zange aus dem Wappenschild führten.
Im Zunftwappen der Schmiede ist die Zange dargestellt. Ebenso im Gemeindewappen von Amerang, da die Zange das Schildbild der  vom 12. bis zum 14. Jahrhundert urkundlichen edelfreien Herren von Amerang war.

Giekau
Mainz-Kostheim
Storfors (Zwei Zangen mit Rundmaul, rechte ist gestürzt)
Tangstedt (Kreis Pinneberg) (Zange mit Rundmaul)
Thanstein (Flachzange)
Zangberg, redend
Zunftzeichen Schmiede (Hammer, Zange und Feuerschlange Aspis)